# Kajsa Ohrlander
Kajsa Ohrlander, född 1943, är en svensk författare, filosofie doktor i pedagogik vid Stockholms universitet.